# Affaire Peter Bergmann
Pour les articles homonymes, voir Bergmann.

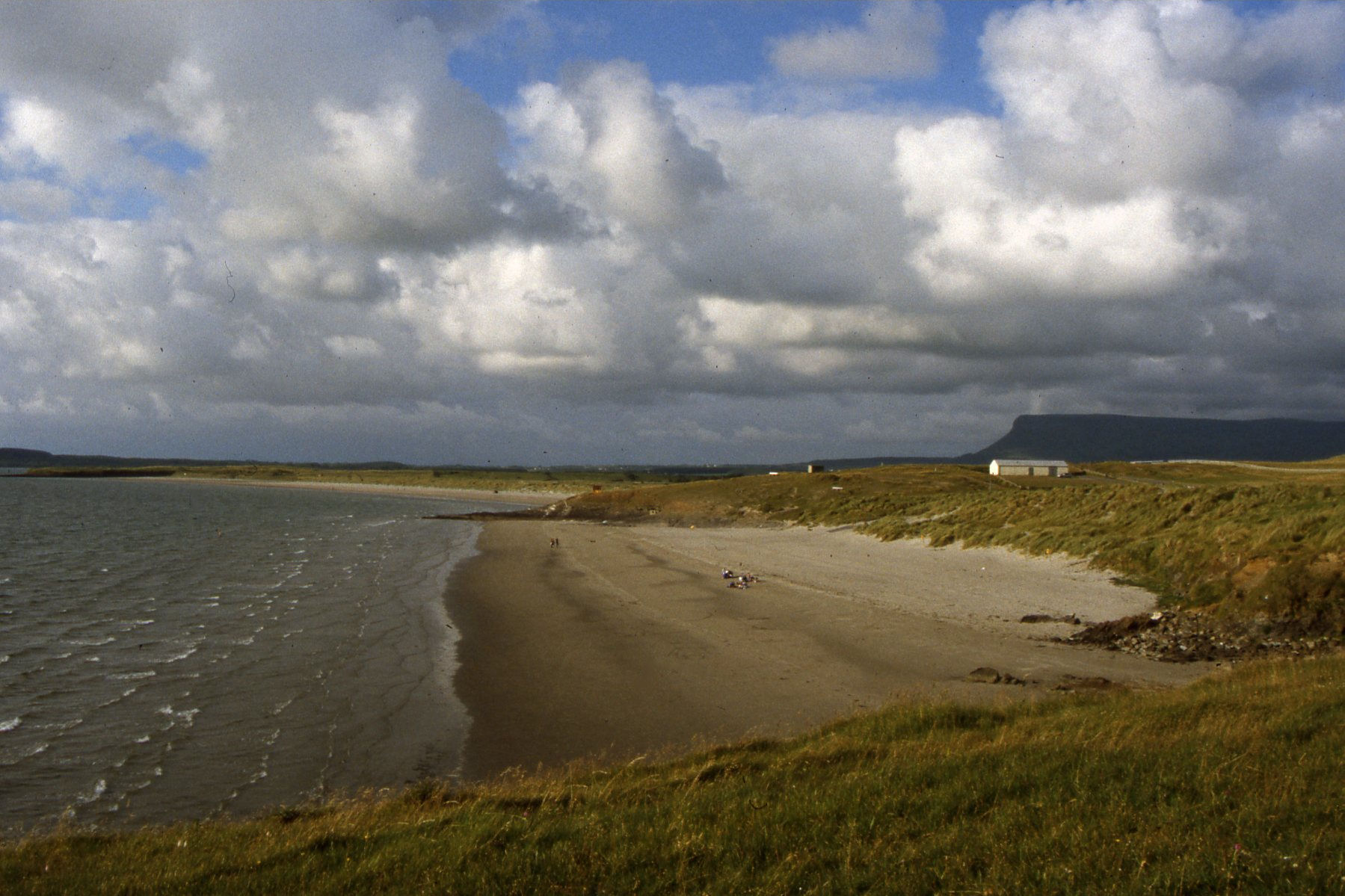
Rosses Point.

L'affaire Peter Bergmann concerne la mort mystérieuse d'un homme non identifié à Sligo en Irlande le 16 juin 2009 ou aux alentours de cette date.
L'homme, utilisant le pseudonyme « Peter Bergmann », s'enregistre au Sligo City Hotel le 12 juin, où il séjourne pendant la majeure partie de son séjour à Sligo. Les déplacements de l'homme sont filmés par des caméras de vidéosurveillance dans toute la ville ; cependant, le détail de ses actions et de ses intentions demeure inconnu. Ses interactions avec d'autres personnes sont limitées, et peu de choses est connu sur ses origines et le motif de sa visite. Le matin du 16 juin, le corps de l'homme non identifié est découvert sur la plage de Rosses Point (en), une zone de loisirs et de pêche prisée près de Sligo. Malgré cinq mois d'enquête sur sa mort, la Garda Síochána n'a jamais pu identifier l'homme ni développer la moindre piste dans cette affaire.
Ce mystère est souvent comparé à l'affaire Taman Shud en Australie, où un homme non identifié est retrouvé mort sur une plage peu après la Seconde Guerre mondiale. Cependant, l'affaire Peter Bergmann ne bénéficie pas de la même notoriété ni de la même couverture internationale. Cette affaire reste méconnue du public et l'enquête officielle ne s'étend pas au-delà de l'Irlande.
L'affaire connait un regain d'intérêt dans les années 2010. Elle fait l'objet d'un documentaire de 2013, The Last Days of Peter Bergmann (« Les Derniers Jours de Peter Bergmann »), présenté au festival du film de Sundance 2014. Le film suscite un certain engouement sur les réseaux sociaux comme Reddit, où les lecteurs élaborent des théories sur l'affaire.